# Lisabonská smlouva (1668)
Lisabonská smlouva z roku 1668 je mírová smlouva mezi Portugalskem a Španělskem. Smlouva byla uzavřena v Lisabonu dne 13. února 1668 a následovala smlouvu uzavřenou v Lisabonu v roce 1667. Tentokrát byla prostředníkem vyjednávání Anglie. Ve smlouvě se Španělsko zavazovalo uznat svrchovanost nové portugalské vládnoucí dynastie, dynastie Braganzů.
Španělská královna Marie Anna Habsburská, druhá manželka zesnulého krále Filipa IV. Španělského jednala za Španělsko jménem svého malého syna Karla II. Španělského, kterému bylo v té době 7 let. Portugalský princ, budoucí král Petr II. Portugalský jednal jménem svého fyzicky i mentálně postiženého bratra Afonsa VI. Portugalského.
Prostředníkem jednání byl anglický diplomat Edward Montagu, 1. hrabě ze Sandwich, velvyslanec anglického krále Karla II.Stuarta.

## Důvody
V roce 1640 Filip IV. Španělský, syn Filipa III. Španělského a Markéty Habsburské, vládl Španělsku jako Filip IV. a zároveň jako Filip III. také Portugalsku. Jeho postavení v Portugalsku bylo složité, Filip nemohl počítat s důvěrou, podporou či loajalitou většiny portugalských šlechticů. Země byla vyčerpána a portugalské kolonie zůstaly nechráněné. Portugalsko, stejně jako mnoho jiných Filipových domén, stálo na pokraji otevřené vzpoury.
Po 60 letech života pod vládou španělských králů se malá skupina portugalských spiklenců v Lisabonu vzbouřila a vévoda z Braganzy byl 1. prosince 1640 prohlášen portugalským králem jako Jan IV. Portugalský. Vévoda využil výhody současné vzpoury v Katalánsku a probíhající konflikt Španělska s Francií. Začala tak 28 let trvající boj Portugalska se Španělskem. Na počátku války Portugalsko ztratilo mnoho svých kolonií, čehož využili vždy oportunističtí Nizozemci. Portugalská vojenská síla byla zaměstnána ochranou vlastních hranic proti španělským vpádům, ale po roce 1648 umožnil konec třicetileté války situaci zvrátit. V roce 1654 získalo Portugalsko získalo zpět své kolonie v Angole, São Tomé a Brazílii.
V roce 1652 se katalánské povstání proti Španělsku zhroutilo a v roce 1659 Španělsko ukončilo svou válku s Francií, takže Španělé byli plni optimismu v boji o opětovnou kontrolu nad Portugalskem. Portugalsko však mohlo čerpat z bohatství Brazílie a v neposlední řadě z pomoci nejprve Francie a poté Anglie. Španělské finance se hroutily.
S pomocí Anglie byly úspěchy Portugalců korunovány ziskem Pyrenejského poloostrova na Španělsku. Dne 8. června 1663 hrabě Sancho Manuel de Vilhena s maršálem Friedrichem Hermannem, 1. vévodou ze Schönbergu (francouzský maršál a generál v anglické a portugalské armádě. V roce 1690 byl zabit v bitvě u Boyne) zcela porazil Juana José de Austria, levobočka Filipa IV., když předtím znovu získal město Évora. O rok později, 7. července 1664, porazil Pedro Jacques de Magalhães, místní vojenský vůdce, vévodu Gaspara Téllez-Girón, 5. vévodu z Osuny u Ciudad Rodrigo ve španělské provincii Salamanca. Nakonec, 17. června 1665, portugalský generál António Luís de Meneses, 1. markýz z Marialva spolu s Friedrichem Hermannem, 1. vévodou ze Schönbergu zničil španělskou armádu vedenou markýzem Luisem de Benavides Carrillo, markýzem z Caracena (Luis byl španělský generál, v letech 1659 až 1664 působil jako guvernér habsburského Nizozemska) v bitvě u Montes Claros. Následovala porážka Španělů u obce Vila Viçosa.
Uzavřením smlouvy se Španělům se nepodařilo získat žádnou kompenzační výhodu. V zoufalé snaze snížit své vojenské závazky za téměř jakoukoli cenu, Španělsko definitivně uznalo ztrátu portugalské koruny a podmínky smlouvy podepsané v Madridu v roce 1667 mezi Anglií a Španělskem. Madridská smlouva byla základem této dohody uzavřené v Lisabonu v roce 1668, dohody, kterou Španělsko uznalo svrchovanost dynastie Braganzů.

## Podmínky
Základní podmínky smlouvy:
- Španělští Habsburkové uznají legitimitu dynastie Braganza v Portugalsku. Infantka Kateřina Portugalská (1540–1614) , vévodkyně z Braganzy a babička Jana IV. Portugalského byla zpětně uznána jako legitimní dědic trůnu. Portugalská svrchovanost nad jeho koloniemi byla znovu potvrzena s výjimkou africké Ceuty, města, které neuznávalo Braganzy jako novou vládnoucí dynastii.
- Byly dosaženy dohody o výměně vězňů, reparacích a obnovení obchodních vztahů.[6]
- Portugalsko postoupilo Ceutu Španělsku. Před sedmi lety bylo nedaleké město Tanger předáno Karlovi II. Stuartovi jako součást věna Kateřiny z Braganzy, jeho manželky, jak bylo stanoveno v Lisabonské smlouvě z roku 1661.

## Následky
Smlouva byla výhodná pro obě země. Španělsko, které si oddechlo ukončením finančně zničující války bylo při vyjednávání velmi vstřícné. Portugalsko nyní mohlo bez obav obchodovat se svými zámořskými koloniemi.
Po roce 1668 se Portugalsko začalo uskutečňovat vlastní politiku, odlišnou od Španělska. Přiklonilo se k západní Evropě, zejména ke Francii a Anglii a tím upevnilo svou kulturní a politickou nezávislost na Španělsku. Portugalský nacionalismus povzbuzený úspěchy na bojišti dokonce vyvolal nepřátelské reakce na všechno španělské. Do té doby byla portugalská společnost složena ze dvou základních prvků: těch, kteří se účastnili procesu postupné evropeizace, a těch kteří zůstali do značné míry neteční, apolitičtí a pasivní.
Portugalská obnova nezávislosti společnost povzbudila v pokračování směru vytyčeném průkopníky komerčního imperialismu. Během 17. století byla portugalská ekonomika závislá na zámořském obchodu s tabákem a cukrem a na exportu soli. Během 18. století bylo portugalské hospodářství stále více závislé na otrocích, zlatě, kůži a víně. Obchod, soustředěný v rušném Lisabonském přístavu, byl ovlivněn zejména anglo-nizozemským kapitalismem a koloniální ekonomikou v Brazílii.